# Leiophron rufithorax
Leiophron rufithorax är en stekelart som först beskrevs av Chen och Van Achterberg 1997.  Leiophron rufithorax ingår i släktet Leiophron och familjen bracksteklar. Inga underarter finns listade i Catalogue of Life.